# Georg Joachim Rhaeticus
Georg Joachim Rhaeticus (16. února 1514 Feldkirch, Rakousko – 4. prosince 1574 Košice, Uherské království) byl rakouský matematik a astronom.

## Život
Rhaeticus se narodil ve městě Feldkirch, které v jeho době patřilo do svazku tzv. habsburských Horních Rakous, i když leží v současné rakouské spolkové zemi Vorarlberg a je jejím druhým největším městem. Jeho původní jméno bylo Georg Joachim Iserin. Do věku 14 let jej vzdělával otec, městský lékař ve Feldkirchu. V roce 1528 byl jeho otec obviněn z čarodějnictví, odsouzen k trestu smrti a popraven. Součástí rozsudku byl i zákaz používat příjmení Iserin. Georgova matka, původem šlechtična z Itálie, se vrátila ke svému dívčímu jménu Thomasina de Porris, a její syn začal také používat tento šlechtický přídomek. Porro znamená v italštině „pórek“, nadto se Georg necítil být Italem, a tak později upřednostnil germanizovanou podobu tohoto jména znějící von Lauchen. Ještě později se začal nazývat Rhaeticus podle pojmenování svého rodného kraje za dob Římské říše. Území tehdy patřilo do Raetie, německy Raetia nebo Rhaetia.
Po smrti otce začal Rhaeticus navštěvovat latinskou školu ve Feldkirchu. Již tehdy a také později jej štědře podporoval Achilles Gasser, otcův nástupce na postu městského lékaře. V roce 1528 odešel Rhaeticus studovat do Curychu, kde studoval matematiku a setrval tam do roku 1531. Matematiku a také astronomii pak studoval od roku 1532 na univerzitě ve Wittenbergu, kde v roce 1535 získal titul magistra.
Po získání magisterského titulu zůstal na své alma mater ve Wittenbergu přednášet matematiku. Vyučoval konkrétní aritmetiku a geometrii. O dva roky později podnikl studijní cestu. V říjnu 1538 se vydal do Norimberka, kde jej očekávali matematik a vydavatel knih Johannes Schöner a tiskař Johannes Petreius. V Ingolstadtu pak navštívil Petera Apiana a v Tübingenu Joachima Cameraria. 
V roce 1539 odcestoval do dalekého malého města Frombork, které tehdy patřilo do svazku Polského království. Tam žil a jako služebník římskokatolické církve působil Mikuláš Koperník, již tehdy proslulý astronom. Rhaeticus u něj strávil dva roky a pomáhal mu s matematickými výpočty. 
Posléze se Rhaeticus vrátil do Wittenbergu, ale jako zastánce Koperníkových objevů upadl do nemilosti a musel z tamější univerzity odejít. Po pobytech v Norimberku, Krakově a snad i v Moldavsku prožil poslední léta svého života v Košicích, tehdy městě v Horních Uhrách. Tam i zemřel, podle některých pramenů 4. prosince 1574, podle jiných 4. prosince 1576.

## Spolupráce s Mikulášem Koperníkem
Již ve svém mládí dostal Georg Rhaeticus do rukou první Koperníkův náčrt heliocentrické soustavy (Comentariolus, kolem roku 1509). V roce 1539 se vydal za jeho autorem. Ve Fromborku se důkladně seznámil s myšlenkami velkého astronoma. Jako první informoval svět o Koperníkově systému ve formě dopisu Johannesu Schönerovi (Narratio de libris revolutionum Copernic, 1540). Na jeho naléhání Mikuláš Koperník dopracoval své hlavní dílo s latinským názvem De revolutionibus orbium coelestium (česky O obězích nebeských sfér). Rhaeticus se podstatným způsobem zasloužil o vydání tohoto přelomového díla (1543). Až do své smrti vlastnil Koperníkův rukopis. Během svého pobyu v Krakově konal astronomická pozorování, věnoval se matematice a mineralogii. V posledních letech se živil pouze astrologií a jako lékař.

## Dílo
Nejvýznamnější vlastní práci Rhaeticus vydal v roce 1551 pod názvem Canon doctrinae triangulorum. Publikoval v něm tabulky všech šesti v té době používaných goniometrických funkcí: sinus, kosinus, tangens, kotangens, sekans a kosekans. Na rozdíl od svých předchůdců nepoužil oblouky kružnic a tětivy, ale zavedl goniometrické funkce pomocí vztahů mezi hodnotami úhlů a délkami stran v pravoúhlém trojúhelníku. V této podobě se vyučují dodnes.
Sestavil též rozsáhlé tabulky goniometrických funkcí pod názvem Opus Palatinum de triangulis. Toto dílo má přes 1400 stran, krom tabulek obsahuje i teoretickou část, která podává přehled prakticky celé rovinné i sférické trigonometrie.